# 2. deild karla 2000
Mùa giải 2000 của 2. deild karla là mùa giải thứ 35 của giải bóng đá hạng ba ở Iceland.

## Bảng xếp hạng
| Vị thứ | Đội         | Số trận | Thắng | Hòa | Thua | Bàn thắng | Bàn thua | Hiệu số | Điểm | Ghi chú                  |
| ------ | ----------- | ------- | ----- | --- | ---- | --------- | -------- | ------- | ---- | ------------------------ |
| 1      | Þór A.      | 18      | 17    | 1   | 0    | 58        | 14       | +44     | 52   | Thăng hạng 1. deild 2001 |
| 2      | KS          | 18      | 10    | 4   | 4    | 27        | 20       | +7      | 34   | Thăng hạng 1. deild 2001 |
| 3      | Selfoss     | 18      | 9     | 3   | 6    | 46        | 25       | +21     | 30   |                          |
| 4      | Afturelding | 18      | 8     | 4   | 6    | 33        | 30       | +6      | 28   |                          |
| 5      | Víðir       | 18      | 8     | 3   | 7    | 27        | 22       | +5      | 27   |                          |
| 6      | Leiknir R.  | 18      | 7     | 3   | 8    | 40        | 31       | +9      | 24   |                          |
| 7      | Léttir      | 18      | 5     | 3   | 10   | 27        | 49       | -22     | 18   |                          |
| 8      | KÍB         | 18      | 5     | 1   | 12   | 25        | 49       | -24     | 16   |                          |
| 9      | HK          | 18      | 3     | 5   | 10   | 26        | 41       | -15     | 14   | Xuống hạng 3. deild 2001 |
| 10     | KVA         | 18      | 3     | 3   | 12   | 28        | 56       | -28     | 12   | Xuống hạng 3. deild 2001 |

## Danh sách ghi bàn
| Cầu thủ                      | Số bàn thắng | Đội bóng   |
| ---------------------------- | ------------ | ---------- |
| Orri Freyr Hjaltalín         | 20           | Þór A.     |
| Ágúst Daði Guðmundsson       | 15           | Leiknir R. |
| Marjan Cekic                 | 13           | KVA        |
| Kjartan Þór Helgason         | 9            | Selfoss    |
| Sigurður Andrés Þorvarðarson | 9            | Selfoss    |
| Brynjar Sverrisson           | 8            | Leiknir    |
| Ragnar Haukur Hauksson       | 8            | KS         |
| Pétur Heiðar Kristjánsson    | 8            | Þór A.     |
| Kristján Elí Örnólfsson      | 7            | Þór A.     |
| Goran Nikolic                | 7            | Selfoss    |